# Jaapiella parvula
Jaapiella parvula är en tvåvingeart som först beskrevs av Liebel 1889.  Jaapiella parvula ingår i släktet Jaapiella och familjen gallmyggor. Inga underarter finns listade i Catalogue of Life.